# رام دیوالی
رام دیوالی (به انگلیسی: Ram Diwali) یک روستا در پاکستان است که در پنجاب واقع شده‌است. رام دیوالی ۱۷۷ متر بالاتر از سطح دریا واقع شده‌است.